# اسمی‌لی
اسمی‌لی (به لاتین: Ismili) یک منطقه مسکونی در جمهوری آذربایجان است که در شهرستان نفت‌چاله واقع شده است. 